# El Paso (Wisconsin)
El Paso è un centro abitato (town) degli Stati Uniti d'America situato nella contea di Pierce nello Stato del Wisconsin. La popolazione era di 690 persone al censimento del 2000. La comunità incorporata di El Paso si trova nella città. La comunità incorporata di Waverly si trova parzialmente nella città.

## Geografia fisica
Secondo l'Ufficio del censimento degli Stati Uniti d'America, ha un'area totale di 35,1 miglia quadrate (90,8 km²).

## Società

### Evoluzione demografica
Secondo il censimento del 2000, c'erano 690 persone.

### Etnie e minoranze straniere
Secondo il censimento del 2000, la composizione etnica della città era formata dal 99,13% di bianchi, lo 0,43% di nativi americani, e lo 0,43% di due o più etnie. Ispanici o latinos di qualunque razza erano l'1,74% della popolazione.